# Criminal Minds (mùa 10)
Mùa mười của Criminal Minds lần đầu phát sóng trên đài CBS vào ngày 1 tháng 10 năm 2014. Bộ phim chính thức được gia hạn cho mùa mười vào ngày 13 tháng 3 năm 2014. Bao gồm 23 tập. Mùa này có Jennifer Love Hewitt vào vai một mật thám gia nhập BAU. Tập 19 là tập mở màn cho bộ ngoại truyện Criminal Minds: Beyond Borders.

## Dàn diễn viên
Toàn bộ diễn viên chính trở lại mùa phim, trừ Jeanne Tripplehorn (Alex Blake), rời phim trong tập cuối mùa chín. Vào ngày 1 tháng 7 năm 2014, Jennifer Love Hewitt được thông báo sẽ vào phim với vai chính, Kate Callahan, một cựu mật thám FBI nổi bật nhận việc tại Đơn vị Phân tích Hành vi.

### Chính
- Joe Mantegna trong vai Đặc vụ giám sát David Rossi (Đặc vụ cấp cao BAU)
- Shemar Moore trong vai Đặc vụ giám sát Derek Morgan (Đặc vụ BAU)
- Matthew Gray Gubler trong vai Đặc vụ giám sát Tiến sĩ Spencer Reid (Đặc vụ BAU)
- A. J. Cook trong vai Đặc vụ giám sát Jennifer "JJ" Jareau (Đặc vụ BAU)
- Kirsten Vangsness trong vai Đặc vụ Penelope Garcia (Nhà phân tích kỹ thuật BAU & Liên lạc truyền thông)
- Jennifer Love Hewitt trong vai Đặc vụ giám sát Kate Callahan (Đặc vụ BAU)
- Thomas Gibson trong vai Đặc vụ giám sát Aaron "Hotch" Hotchner (Trưởng Đơn vị BAU & Liên lạc truyền thông)

### Khách mời đặc biệt
- Gary Sinise trong vai Đặc vụ giám sát FBI Jack Garrett (Trưởng đơn vị IRT)
- Anna Gunn trong vai Đặc vụ FBI Lily Lambert
- Daniel Henney trong vai Đặc vụ giám sát Matthew "Matt" Simmons (Đặc vụ BAU)
- Tyler James Williams trong vai Russ "Monty" Montgomery
- Edward Asner trong vai Roy Brooks
- Jimmy O. Yang trong vai Nathan Chow
- Mary Mouser trong vai Rebecca Farland

### Thường xuyên
- Hailey Sole trong vai Meg Callahan
- Taylor Mosby trong vai Markayla Davis
- Rochelle Aytes trong vai Savannah Hayes
- Greg Grunberg trong vai Chris Callahan
- Cade Owens trong vai Jack Hotchner
- Amber Stevens trong vai Joy Struthers
- Mekhai Andersen trong vai Henry LaMontagne
- Nicholas Brendon trong vai Kevin Lynch
- Bodhi Elfman trong vai Peter Lewis / Mr. Scratch
- Esai Morales trong vai Đặc vụ giám sát Mateo "Matt" Cruz (Trưởng bộ phận BAU)

## Các tập phim
| TT. tổng thể | TT. trong mùa phim | Tiêu đề                      | Đạo diễn            | Biên kịch                                                            | Ngày phát hành gốc   | Mã sản xuất | Người xem tại Hoa Kỳ (triệu) |
| --- | ------------------ | ---------------------------- | ------------------- | -------------------------------------------------------------------- | -------------------- | ----------- | ---------------------------- |
| 211 | 1                  | "X"                          | Glenn Kershaw       | Erica Messer                                                         | 1 tháng 10 năm 2014  | 1001        | 11.74                        |
| Khi ba thân người mất chi được phát hiện ở Bakersfield, California trong thời gian dài 1 tháng, BAU ra sức truy lùng một sát nhân hàng loạt có liên kết đến thế giới buôn người. Trong khi đó, đội chào mừng thành viên mới, mật thám Kate Callahan (Jennifer Love Hewitt), gia nhập. |                    |                              |                     |                                                                      |                      |             |                              |
| 212 | 2                  | "Burn"                       | Karen Gaviola       | Janine Sherman Barrois                                               | 8 tháng 10 năm 2014  | 1002        | 10.57                        |
| Khi ba người ở Seattle, Washington không có gì chung bị bắt cóc và giết, BAU đi bắt một sát nhân ám ảnh với Hỏa ngục của Dante. Trong khi đó, Garcia đến Sierra Blanca, Texas trong nỗ lực đương đầu phó-cảnh-sát-trưởng-hóa-thành-sát-nhân-hàng-loạt Greg Baylor trước khi bị tử hình. |                    |                              |                     |                                                                      |                      |             |                              |
| 213 | 3                  | "A Thousand Suns"            | Rob Bailey          | Sharon Lee Watson                                                    | 15 tháng 10 năm 2014 | 1003        | 10.89                        |
| Khi một máy bay chở khách rơi trên một cánh đồng bên ngoài Durango, Colorado và giết chết nhiều người trên máy bay, BAU nỗ lực dựng một bài phân tích trước khi unsub tấn công lần nữa. Trong khi đó, Kate đương đầu cảm xúc về một thảm kịch gia đình vẫn đang tiếp tục vang dội trong cô. |                    |                              |                     |                                                                      |                      |             |                              |
| 214 | 4                  | "The Itch"                   | Larry Teng          | Breen Frazier                                                        | 22 tháng 10 năm 2014 | 1004        | 9.92                         |
| Khi một nhà báo ở Atlanta chết và báo cáo giám định pháp y tiết lộ thi thể đầy vết xước, BAU xác định cái chết của anh ta và các án mạng sau đó có liên kết đến một unsub bị ảo tưởng mắc rối loạn cào da. |                    |                              |                     |                                                                      |                      |             |                              |
| 215 | 5                  | "Boxed In"                   | Thomas Gibson       | Virgil Williams                                                      | 29 tháng 10 năm 2014 | 1006        | 10.48                        |
| Khi đứa trẻ ở San Diego, California mất tích được tìm thấy vào kỷ niệm ngày biến mất của cậu bé và đứa trẻ thứ hai được báo mất tích, BAU chạy đua với thời gian để phân tích một kẻ bắt cóc có quá khứ rắc rối. Trong khi đó, Hotch truy lùng kẻ bắt cóc và hối tiếc việc không thể ở bên Jack vào ngày Halloween.                                                                                        |                    |                              |                     |                                                                      |                      |             |                              |
| 216 | 6                  | "If the Shoe Fits"           | Bethany Rooney      | Bruce Zimmerman                                                      | 5 tháng 11 năm 2014  | 1005        | 9.78                         |
| Khi hai sinh viên cao đẳng ở Missoula, Montana bị đâm chết, BAU đi truy lùng một nữ sát nhân hàng loạt tin rằng cô ta là một nhân vật cổ tích nổi tiếng. Trong khi đó, JJ cố chấp nhận cảm xúc bị kìm nén về một bi kịch gia đình. |                    |                              |                     |                                                                      |                      |             |                              |
| 217 | 7                  | "Hashtag"                    | Constantine Makris  | Rick Dunkle                                                          | 12 tháng 11 năm 2014 | 1007        | 10.35                        |
| Khi một nhân vật nổi tiếng trên mạng được tìm thấy đã chết ở Bethesda, Maryland, BAU ra sức phân tích một sát nhân hàng loạt hóa thân nhân vật của một truyền thuyết đô thị và dùng mạng xã hội để tìm nạn nhân. Trong khi đó, Morgan cố dung hòa sự nghiệp và mối quan hệ với Savannah. |                    |                              |                     |                                                                      |                      |             |                              |
| 218 | 8                  | "The Boys of Sudworth Place" | Laura Belsey        | Kimberly Ann Harrison                                                | 19 tháng 11 năm 2014 | 1008        | 10.68                        |
| Khi một luật sư biện hộ ở Boston, Massachusetts bị bắt cóc từ bãi đậu xe cửa hàng tiện lợi, BAU khám phá những bí mật từ quá khứ mà chỉ vào một động cơ nham hieerm. Trong khi đó, Morgan đưa cảm xúc cá nhân vào vụ án do vụ lạm dụng anh đã trải qua hồi nhỏ. |                    |                              |                     |                                                                      |                      |             |                              |
| 219 | 9                  | "Fate"                       | Rob Bailey          | Janine Sherman Barrois                                               | 26 tháng 11 năm 2014 | 1009        | 11.00                        |
| Khi ba người ở Reston, Virginia bị đâm chết, BAU tìm một nữ sát nhân hàng loạt có khao khát giết người không kiểm soát được ngang với sự hối tiếc cực độ vì hành vi của cô. Trong khi đó, Rossi chạm trán một cô gái trẻ hơn bề ngoài. |                    |                              |                     |                                                                      |                      |             |                              |
| 220 | 10                 | "Amelia Porter"              | Alrick Riley        | Sharon Lee Watson                                                    | 10 tháng 12 năm 2014 | 1010        | 10.12                        |
| Khi một bảo vệ trực đêm ở thành phố Salt Lake, Utah bị bắn chết cùng đêm một cặp đôi trung niên bị giết trong nhà họ, BAU nghi sát nhân đang có một nhiệm vụ tìm một tội phạm bỏ trốn kết nối đến quá khứ của hắn. Trong khi đó, Rossi biết Hotch đang cố bước tiếp sau khi kết thúc mối quan hệ với Beth.                                                                                                 |                    |                              |                     |                                                                      |                      |             |                              |
| 221 | 11                 | "The Forever People"         | Tawnia McKiernan    | Breen Frazier                                                        | 14 tháng 1 năm 2015  | 1011        | 10.31                        |
| Khi các thành viên của một giáo phái ở Nevada bị lạnh đến chết và sau đó được tìm thấy nổi trên thủy vực, BAU nghi án mạng được gây ra bởi một thành viên trong đó nhưng sớm nhận ra sát nhân là người cuối cùng mà họ nghi ngờ. Trong khi đó, JJ đối mặt rối loạn cảm xúc khi kỷ niệm 1 năm bị bắt cóc đến gần.                                                                                           |                    |                              |                     |                                                                      |                      |             |                              |
| 222 | 12                 | "Anonymous"                  | Joe Mantegna        | Kịch bản : Bruce Zimmerman Cốt truyện : Danny Ramm & Bruce Zimmerman | 21 tháng 1 năm 2015  | 1012        | 10.29                        |
| Khi ba người ở Tallahassee, Florida bị bắn chết, BAU đi phân tích một sát nhân báo tội của hắn vài phút trước khi gây án. Trong khi đó, Rossi hoãn kì nghỉ được lên kế hoạch sau khi nhận tin bạn thân đột ngột qua đời. |                    |                              |                     |                                                                      |                      |             |                              |
| 223 | 13                 | "Nelson's Sparrow"           | Glenn Kershaw       | Kirsten Vangsness & Erica Messer                                     | 28 tháng 1 năm 2015  | 1013        | 10.70                        |
| Khi nhà phân tích tội phạm kỳ cựu Jason Gideon được tìm thấy chết trong nhà gỗ của ông, BAU tái thăm hiện trường sau khi biết ông đang truy lùng một sát nhân hàng loạt khó bắt mà đột nhiên tái xuất ở Roanoke, Virginia. Trong khi đó, mỗi đặc vụ cố gắng chấp nhận cái chết của Gideon. Ghi chú: Trong cảnh hồi tưởng, Ben Savage và Robert Dunne lần lượt vào vai Jason Gideon và David Rossi hồi trẻ. |                    |                              |                     |                                                                      |                      |             |                              |
| 224 | 14                 | "Hero Worship"               | Larry Teng          | Rick Dunkle                                                          | 4 tháng 2 năm 2015   | 1014        | 10.48                        |
| Khi một vụ nổ giết nhiều người trong một quán cà phê ở Indianapolis, Indiana và một trong những người sống sót được ca tụng là người hùng, BAU cố bảo vệ gia đình anh và ngăn vụ tấn công khác xảy ra. Trong khi đó, Reid tiếp tục dằn vặt khi anh thương tiếc cái chết của Gideon. |                    |                              |                     |                                                                      |                      |             |                              |
| 225 | 15                 | "Scream"                     | Hanelle Culpepper   | Kimberly Ann Harrison                                                | 11 tháng 2 năm 2015  | 1015        | 9.89                         |
| Khi nhiều phụ nữ ở Diamond Bar, California bị bắt cóc và tra tấn, BAU đi bắt một sát nhân đã chứng kiến vụ bạo hành sâu sắc từ nhỏ. Trong khi đó, Kate trở nên lo lắng khi cháu gái Meg hẹn hò với một cậu bé gặp trên mạng. |                    |                              |                     |                                                                      |                      |             |                              |
| 226 | 16                 | "Lockdown"                   | Thomas Gibson       | Virgil Williams                                                      | 4 tháng 3 năm 2015   | 1016        | 10.37                        |
| Khi hai bảo vệ ở một nhà tù tại Liberty, Texas được tìm thấy đã chết trong ba tháng, BAU nghi có nhiều hơn một sát nhân đằng sau tội ác và do một trong các tù nhân thực hiện. |                    |                              |                     |                                                                      |                      |             |                              |
| 227 | 17                 | "Breath Play"                | Hanelle Culpepper   | Erik Stiller                                                         | 11 tháng 3 năm 2015  | 1017        | 10.32                        |
| Khi ba phụ nữ ở Madison, Wisconsin bị tấn công tình dục và siết cổ chết, BAU ra sức xác định danh tính một sát nhân hàng loạt bị ám ảnh tiểu thuyết lãng mạn khiêu dâm. Trong khi đó, Kate đối phó với hành vi xấu của Meg và đưa ra thông báo bất ngờ. |                    |                              |                     |                                                                      |                      |             |                              |
| 228 | 18                 | "Rock Creek Park"            | Félix Alcalá        | Sharon Lee Watson                                                    | 25 tháng 3 năm 2015  | 1018        | 10.08                        |
| Khi vợ của một nghị sĩ bị bắt cóc bởi bọn cướp người Nga đòi 20 triệu đô tiền chuộc, BAU làm việc với Đơn vị Tội phạm có tổ chức để phân tích những kẻ bắt cóc và ngăn chúng không lấy mạng người vô tội. |                    |                              |                     |                                                                      |                      |             |                              |
| 229 | 19                 | "Beyond Borders"             | Glenn Kershaw       | Erica Messer                                                         | 8 tháng 4 năm 2015   | 1019        | 10.39                        |
| Khi một gia đình bốn người bị bắt cóc trong khi nghỉ mát ở Barbados, BAU phối hợp với đặc vụ Jack Garrett (Gary Sinise) và Đội Phản ứng Quốc tế, một đơn vị có nhiệm vụ phá án liên quan đến người Mỹ ra nước ngoài, để phân tích một kẻ tàn sát gia đình ép các nạn nhân diễn lại khoảnh khắc từ thời thơ ấu của hắn. Tập này được coi là tập mở màn cho Criminal Minds: Beyond Borders.                  |                    |                              |                     |                                                                      |                      |             |                              |
| 230 | 20                 | "A Place at the Table"       | Laura Belsey        | Bruce Zimmerman                                                      | 15 tháng 4 năm 2015  | 1020        | 10.37                        |
| Khi một nữ chúa và gia đình được tìm thấy đã chết tại nhà ở Maryland, BAU đào vào quá khứ trong nỗ lực khám phá danh tính của sát nhân. Trong khi đó, Hotch cố kết nối lại với cha vợ thù địch (Ed Asner) và giúp ông chấp nhận cái chết của Haley. |                    |                              |                     |                                                                      |                      |             |                              |
| 231 | 21                 | "Mr. Scratch"                | Matthew Gray Gubler | Breen Frazier                                                        | 22 tháng 4 năm 2015  | 1021        | 10.06                        |
| Khi ba nghi phạm án mạng ở ba bang khác nhau cam đoan một "quái vật bóng tối" ép họ giết người thân của họ, BAU đi bắt một sát nhân hàng loạt gián tiếp có một mối thù truyền kiếp mà đe dọa mạng sống của một thành viên được quý trọng trong đội. |                    |                              |                     |                                                                      |                      |             |                              |
| 232 | 22                 | "Protection"                 | Tawnia McKiernan    | Virgil Williams                                                      | 29 tháng 4 năm 2015  | 1022        | 8.72                         |
| Khi ba cư dân ở Los Angeles, California bị bắn chết, BAU nghi án mạng do một quái hiệp theo hướng nhiệm vụ gây ra mà xác định trừng phạt bất kì ai có tội hành hung. |                    |                              |                     |                                                                      |                      |             |                              |
| 233 | 23                 | "The Hunt"                   | Glenn Kershaw       | Jim Clemente & Janine Sherman Barrois                                | 6 tháng 5 năm 2015   | 1023        | 9.61                         |
| Khi Meg và bạn thân bị bắt cóc trong khi chuẩn bị gặp người mà họ nghĩ là một trai trẻ, BAU săn tìm một kẻ săn mồi liên kết đến một đường dây buôn người qua mạng cung cấp cho các sát nhân hàng loạt. |                    |                              |                     |                                                                      |                      |             |                              |

## Rating

### Rating xem trực tiếp + SD
| STT tổng thể | STT theo mùa | Tập                          | Ngày phát sóng       | Khung giờ (EST) | Rating/Share (18–49) | Số người xem (triệu) | Thứ hạng theo độ tuổi 18-49 | Thứ hạng lượt xem | Thứ hạng dòng phim chính kịch |
| ------------ | ------------ | ---------------------------- | -------------------- | --------------- | -------------------- | -------------------- | --------------------------- | ----------------- | ----------------------------- |
| 211          | 1            | "X"                          | 1 tháng 10 năm 2014  | Thứ Tư 9:00 tối | 2.7/8                | 11.74                | 15                          | 14                | 6                             |
| 212          | 2            | "Burn"                       | 8 tháng 10 năm 2014  | Thứ Tư 9:00 tối | 2.3/7                | 10.57                | 22                          | 15                | 10                            |
| 213          | 3            | "A Thousand Suns"            | 15 tháng 10 năm 2014 | Thứ Tư 9:00 tối | 2.4/7                | 10.89                | 21                          | 16                | 7                             |
| 214          | 4            | "The Itch"                   | 22 tháng 10 năm 2014 | Thứ Tư 9:00 tối | 2.5/7                | 9.92                 | 15                          | 22                | 3                             |
| 215          | 5            | "Boxed In"                   | 29 tháng 10 năm 2014 | Thứ Tư 9:00 tối | 2.3/7                | 10.48                | 20                          | 14                | 7                             |
| 216          | 6            | "If the Shoe Fits"           | 5 tháng 11 năm 2014  | Thứ Tư 9:00 tối | 2.1/6                | 9.78                 | 21                          | 17                | 8                             |
| 217          | 7            | "Hashtag"                    | 12 tháng 11 năm 2014 | Thứ Tư 9:00 tối | 2.3/7                | 10.35                | 21                          | 15                | 8                             |
| 218          | 8            | "The Boys of Sudworth Place" | 19 tháng 11 năm 2014 | Thứ Tư 9:00 tối | 2.3/7                | 10.68                | 20                          | 14                | 7                             |
| 219          | 9            | "Fate"                       | 26 tháng 11 năm 2014 | Thứ Tư 9:00 tối | 2.2/7                | 11.00                | 13                          | 11                | 4                             |
| 220          | 10           | "Amelia Porter"              | 10 tháng 12 năm 2014 | Thứ Tư 9:00 tối | 2.1/7                | 10.12                | 16                          | 12                | 3                             |
| 221          | 11           | "The Forever People"         | 14 tháng 1 năm 2015  | Thứ Tư 9:00 tối | 2.2/6                | 10.31                | 12                          | 12                | 3                             |
| 222          | 12           | "Anonymous"                  | 21 tháng 1 năm 2015  | Thứ Tư 9:00 tối | 2.0/6                | 10.29                | 12                          | 8                 | 4                             |
| 223          | 13           | "Nelson's Sparrow"           | 28 tháng 1 năm 2015  | Thứ Tư 9:00 tối | 2.1/6                | 10.70                | 15                          | 12                | 6                             |
| 224          | 14           | "Hero Worship"               | 4 tháng 2 năm 2015   | Thứ Tư 9:00 tối | 2.0/6                | 10.48                | 22                          | 9                 | 8                             |
| 225          | 15           | "Scream"                     | 11 tháng 2 năm 2015  | Thứ Tư 9:00 tối | 1.9/6                | 9.89                 | 22                          | 19                | 9                             |
| 226          | 16           | "Lockdown"                   | 4 tháng 3 năm 2015   | Thứ Tư 9:00 tối | 1.9/6                | 10.37                | 25                          | 12                | 8                             |
| 227          | 17           | "Breath Play"                | 11 tháng 3 năm 2015  | Thứ Tư 9:00 tối | 2.1/7                | 10.32                | 14                          | 12                | 4                             |
| 228          | 18           | "Rock Creek Park"            | 25 tháng 3 năm 2015  | Thứ Tư 9:00 tối | 2.1/6                | 10.08                | 11                          | 8                 | 4                             |
| 229          | 19           | "Beyond Borders"             | 8 tháng 4 năm 2015   | Thứ Tư 9:00 tối | 2.1/7                | 10.39                | 9                           | 10                | 2                             |
| 230          | 20           | "A Place at the Table"       | 15 tháng 4 năm 2015  | Thứ Tư 9:00 tối | 2.1/7                | 10.37                | 10                          | 8                 | 2                             |
| 231          | 21           | "Mr. Scratch"                | 22 tháng 4 năm 2015  | Thứ Tư 9:00 tối | 2.0/6                | 10.06                | 14                          | 11                | 3                             |
| 232          | 22           | "Protection"                 | 29 tháng 4 năm 2015  | Thứ Tư 9:00 tối | 1.8/6                | 8.72                 | 18                          | 15                | 7                             |
| 233          | 23           | "The Hunt"                   | 6 tháng 5 năm 2015   | Thứ Tư 9:00 tối | 1.8/6                | 9.61                 | 13                          | 7                 | 4                             |

### Rating xem trực tiếp + 7 ngày (DVR)
| STT tổng thể | STT theo mùa | Tập                          | Ngày phát sóng       | Khung thời gian (EST) | Gia tăng rating độ tuổi 18–49 | Gia tăng số người xem (triệu) | Tổng lượt xem độ tuổi 18-49 | Tổng số người xem (triệu) | Tham khảo |
| ------------ | ------------ | ---------------------------- | -------------------- | --------------------- | ----------------------------- | ----------------------------- | --------------------------- | ------------------------- | --------- |
| 211          | 1            | "X"                          | 1 tháng 10 năm 2014  | Thứ Tư 9:00 tối       | 1.8                           | 4.53                          | 4.5                         | 16.28                     | [ 4 ]     |
| 212          | 2            | "Burn"                       | 8 tháng 10 năm 2014  | Thứ Tư 9:00 tối       | 1.5                           | 4.02                          | 3.8                         | 14.60                     | [ 5 ]     |
| 213          | 3            | "A Thousand Suns"            | 15 tháng 10 năm 2014 | Thứ Tư 9:00 tối       | 1.5                           | 4.02                          | 3.9                         | 14.92                     | [ 50 ]    |
| 214          | 4            | "The Itch"                   | 22 tháng 10 năm 2014 | Thứ Tư 9:00 tối       | 1.4                           | 3.92                          | 3.9                         | 13.84                     | [ 51 ]    |
| 215          | 5            | "Boxed In"                   | 29 tháng 10 năm 2014 | Thứ Tư 9:00 tối       | 1.5                           | 3.71                          | 3.8                         | 14.20                     | [ 52 ]    |
| 216          | 6            | "If the Shoe Fits"           | 5 tháng 11 năm 2014  | Thứ Tư 9:00 tối       | 1.7                           | 4.39                          | 3.8                         | 14.18                     | [ 53 ]    |
| 217          | 7            | "Hashtag"                    | 12 tháng 11 năm 2014 | Thứ Tư 9:00 tối       | 1.6                           | 4.10                          | 3.9                         | 14.45                     | [ 54 ]    |
| 218          | 8            | "The Boys of Sudworth Place" | 19 tháng 11 năm 2014 | Thứ Tư 9:00 tối       | 1.5                           | 4.04                          | 3.8                         | 14.71                     | [ 55 ]    |
| 219          | 9            | "Fate"                       | 26 tháng 11 năm 2014 | Thứ Tư 9:00 tối       | 1.6                           | 3.83                          | 3.8                         | 14.89                     | [ 56 ]    |
| 220          | 10           | "Amelia Porter"              | 10 tháng 12 năm 2014 | Thứ Tư 9:00 tối       | 1.6                           | 4.02                          | 3.7                         | 14.11                     | [ 57 ]    |
| 221          | 11           | "The Forever People"         | 14 tháng 1 năm 2015  | Thứ Tư 9:00 tối       | 1.4                           | 4.15                          | 3.6                         | 14.46                     | [ 58 ]    |
| 222          | 12           | "Anonymous"                  | 21 tháng 1 năm 2015  | Thứ Tư 9:00 tối       | 1.5                           | 4.11                          | 3.5                         | 14.40                     | [ 59 ]    |
| 223          | 13           | "Nelson's Sparrow"           | 28 tháng 1 năm 2015  | Thứ Tư 9:00 tối       | 1.6                           | 4.28                          | 3.7                         | 14.99                     | [ 60 ]    |
| 224          | 14           | "Hero Worship"               | 4 tháng 2 năm 2015   | Thứ Tư 9:00 tối       | 1.5                           | 3.92                          | 3.5                         | 14.40                     | [ 61 ]    |
| 225          | 15           | "Scream"                     | 11 tháng 2 năm 2015  | Thứ Tư 9:00 tối       | 1.4                           | 3.66                          | 3.3                         | 13.62                     | [ 62 ]    |
| 226          | 16           | "Lockdown"                   | 4 tháng 3 năm 2015   | Thứ Tư 9:00 tối       | 1.6                           | 4.28                          | 3.6                         | 14.67                     | [ 63 ]    |
| 227          | 17           | "Breath Play"                | 11 tháng 3 năm 2015  | Thứ Tư 9:00 tối       | 1.4                           | 3.57                          | 3.5                         | 14.03                     | [ 64 ]    |
| 228          | 18           | "Rock Creek Park"            | 25 tháng 3 năm 2015  | Thứ Tư 9:00 tối       | 1.4                           | 4.21                          | 3.6                         | 14.20                     | [ 65 ]    |
| 229          | 19           | "Beyond Borders"             | 8 tháng 4 năm 2015   | Thứ Tư 9:00 tối       | 1.4                           | 4.00                          | 3.5                         | 14.40                     | [ 66 ]    |
| 230          | 20           | "A Place at the Table"       | 15 tháng 4 năm 2015  | Thứ Tư 9:00 tối       | 1.4                           | 3.74                          | 3.5                         | 14.11                     | [ 67 ]    |
| 231          | 21           | "Mr. Scratch"                | 22 tháng 4 năm 2015  | Thứ Tư 9:00 tối       | 1.5                           | 3.93                          | 3.5                         | 13.99                     | [ 68 ]    |
| 232          | 22           | "Protection"                 | 29 tháng 4 năm 2015  | Thứ Tư 9:00 tối       | 1.3                           | 3.59                          | 3.1                         | 12.30                     | [ 69 ]    |
| 233          | 23           | "The Hunt"                   | 6 tháng 5 năm 2015   | Thứ Tư 9:00 tối       | 1.4                           | 3.74                          | 3.2                         | 13.35                     | [ 70 ]    |

## Băng đĩa
| The Complete Tenth Season | | | | |
| Chi tiết bộ đĩa | Chi tiết bộ đĩa | Nội dung đặc biệt | Nội dung đặc biệt | |
| - 23 tập - Bộ 6 đĩa (Vùng 1) - Bộ 5 đĩa (Vùng 2 & 4) - Tỉ lệ khung hình: 1.78:1 - Phụ đề: Tiếng Anh - Tiếng Anh: Dolby Digital 5.1 | - 23 tập - Bộ 6 đĩa (Vùng 1) - Bộ 5 đĩa (Vùng 2 & 4) - Tỉ lệ khung hình: 1.78:1 - Phụ đề: Tiếng Anh - Tiếng Anh: Dolby Digital 5.1 | - Memo From The Acting Director - H.I.M. Business As Usual - Criminal Minds International - Payback's An Itch - Origin Story - Greatest Hits - Salute - Cảnh phim gây cười - Đoạn phim bị xóa | - Memo From The Acting Director - H.I.M. Business As Usual - Criminal Minds International - Payback's An Itch - Origin Story - Greatest Hits - Salute - Cảnh phim gây cười - Đoạn phim bị xóa | - Memo From The Acting Director - H.I.M. Business As Usual - Criminal Minds International - Payback's An Itch - Origin Story - Greatest Hits - Salute - Cảnh phim gây cười - Đoạn phim bị xóa |
| Ngày phát hành DVD | | | | |
| Vùng 1 | Vùng 2 | Vùng 4 | | |
| 25 tháng 8 năm 2015 | 7 tháng 12 năm 2015 | 2 tháng 12 năm 2015 | | |